# سامانثا غيليسن
سامانثا غيليسن (بالإنجليزية: Samantha Gillison)‏‏ (ولِدت عام 1967) هي كاتبة أمريكية من مواليد أستراليا ساهمت عدة مرات في موقعَيْ (Salon.com) و(Condé Nast Traveler).

## حياتها
ولدت غيليسن في أستراليا لوالد أسترالي ووالدة كندية الأصل، وقد عاشت في الخارج منذ أن كانت في عمر الثانية، إلا أنها رغم ذلك قد استطاعت الحفاظ على جنسيتها الأسترالية، وقد عاشت سنوات عدة في دولة بابوا غينيا الجديدة، حيث درست والدتها علم الأنثروبولوجيا وكان والدها يعمل في مجال التصوير، استخدمت غيليسن نسق (PNG) في أول رواية لها  "بلد غير مكتشف" في عام (1998).
بعد ذلك التحقت بجامعة براون ، وتخصصت في مجال اللغة اليونانية القديمة، وقامت بالتدريس في جامعة كولومبيا. وقد وصلت للروائي بيتر كاري نسخة من كتابها (بلد غير مكتشف) من قبل ناشرها وهي أول مرة يسمع فيها كاري عن غيليسن، وعلى اثر ذلك تواصل معها ليعرض عليها تقديم مراجعة جيدة جداً من (The Dusk Jacket)، وفي عام 2000 تسلّمت غيليسن جائزة Whiting وذلك لمؤلّفها (بلد غير مكتشف).

## الأعمال
قد ألّفت غيليسن روايتين، وهما:
- (بلد غير مكتشف) عام 1998، في نيويورك، بدار نشر غروف، رقم ردمك 0-8021-1627-2.
- (ملك أمريكا) عام 2000، في نيويورك، بدار نشر راندوم هاوس، رقم ردمك 0-375-50819-8.

وقد كتبت مقال في دار نشر (تشيلدرين اكسبريس) في عمر الحادية عشر.
- (سامانثا: أصغر عالم أنثرو-إثنوغرافيا في العالم) عام 1979، في نيويورك، دار نشر تشيلدرين اكسبريس.

## وصلات خارجية
- مقالات سامانثا غيليسن في موقع (Salon.com).
- ملفها الذاتي في مؤسسة (Whiting).